# Taham
Taham (em persa: تهام, romanizada como Tahām) é uma aldeia do distrito rural de Kisom, situada no distrito central de Astaneh-ye Ashrafiyeh, na província de Gilan, no Irã. No censo de 2006, sua população era de 179, em 53 famílias.